# ويليام هنري فينلاي
ويليام هنري فينلاي (بالإنجليزية: William Henry Finlay)‏ هو عالم فلك جنوب أفريقي، ولد في 17 يونيو 1849 في ليفربول في المملكة المتحدة، وتوفي في 7 ديسمبر 1924 في كيب تاون في جنوب أفريقيا.